# Theodor Mayer (Architekt)
Theodor Heinrich Mayer (* 3. Jänner 1874 in Wien; † 29. November 1956 ebenda) war ein österreichischer Architekt.

## Leben
Theodor Mayer besuchte die Staatsgewerbeschule in Wien, die er 1894 abschloss. Über seine weitere Ausbildung und erste Tätigkeit ist nichts bekannt. Ab 1906 arbeitete er in einer Bürogemeinschaft mit Hans Mayr zusammen, den er von der Schule her kannte. In einigen Fällen trat Mayer dabei auch als Bauherr auf. Mit dem Tod seines Partners 1918 beendete Theodor Mayer seine Tätigkeit als Architekt.
Mayer war Jude, trat aber 1907 aus der Israelitischen Kultusgemeinde aus und wurde evangelisch. Er heiratete Olga Sarg, mit der er zwei Söhne hatte. 1939, nach dem „Anschluss“ Österreichs an das nationalsozialistische Deutsche Reich, emigrierte Mayer nach London und lebte in der Folge in Oxford. 1951 kehrte er nach Wien zurück.

## Werk
Die eigenständige Leistung Theodor Mayers zu beurteilen ist schwierig, da nur ein einziges Haus von ihm alleine gebaut wurde. Gemeinsam mit Hans Mayr errichtete er vorwiegend Wohnbauten und Villen im secessionistischen Stil und in der Nachfolge Otto Wagners in einer gemäßigt modernen Formensprache.
| Foto |                 | Baujahr   | Name                                                  | Standort                                                                                     | Beschreibung                                                                          | Metadaten                                                              |
| ---- | --------------- | --------- | ----------------------------------------------------- | -------------------------------------------------------------------------------------------- | ------------------------------------------------------------------------------------- | ---------------------------------------------------------------------- |
| ja   | Datei hochladen | 1905      | Wohnhaus                                              | Kupelwiesergasse 34, Wien 13 Standort                                                        | Einziges Bauwerk ohne Hans Mayr                                                       | P84(Architekt):Theodor Mayer P131(Ort):Wien Region-ISO:AT-9            |
| ja   | Datei hochladen | 1906      | Wohnhaus                                              | Hietzinger Hauptstraße 126, Wien 13 Standort                                                 |                                                                                       | P84(Architekt):Hans Mayr, Theodor Mayer P131(Ort):Wien Region-ISO:AT-9 |
| ja   | Datei hochladen | 1909      | Doppelhaus                                            | Stoesslgasse 3–5, Wien 13 Standort                                                           |                                                                                       | P84(Architekt): P131(Ort):                                             |
| ja   | Datei hochladen | 1912      | Wohnhaus                                              | Münichreiterstraße 31, Wien 13 Standort                                                      |                                                                                       | P84(Architekt):Hans Mayr, Theodor Mayer P131(Ort):Wien Region-ISO:AT-9 |
| ja   | Datei hochladen | 1912      | Handelsschule Allina HERIS-ID: 64156 Objekt-ID: 76859 | Ballgasse 2, Wien 1 Standort                                                                 |                                                                                       | P84(Architekt): P131(Ort):Innere Stadt Region-ISO:AT-9                 |
| ja   | Datei hochladen | 1912      | Wohn- u. Geschäftshaus für den Österr. Bühnenverein   | Dorotheergasse 6–8, Wien 1 Standort                                                          |                                                                                       | P84(Architekt):Hans Mayr, Theodor Mayer P131(Ort):Wien Region-ISO:AT-9 |
| ja   | Datei hochladen | 1913–1914 | Kleinwohnungshaus                                     | Inzersdorfer Straße 115–117 / Zur Spinnerin 21–23 / Braunspergengasse 8–10, Wien 10 Standort | Bauherrenpreis Wettbewerb für hervorragende Bauten im Gemeindegebiet Wien             | P84(Architekt):Hans Mayr, Theodor Mayer P131(Ort):Wien Region-ISO:AT-9 |
| ja   | Datei hochladen | 1915      | Wohnhäuser HERIS-ID: 48388 Objekt-ID: 51848           | Speisingerstraße 107, Wien 13 Standort                                                       | einst Personalhäuser des Taubstummen-Instituts – jetzt Orthopädisches Spital Speising | P84(Architekt): P131(Ort):Hietzing Region-ISO:AT-9                     |
| ja   | Datei hochladen | 1915      | Wohnhäuser HERIS-ID: 64463 Objekt-ID: 77185           | Speisingerstraße 111, Wien 13 Standort                                                       | einst Personalhäuser des Taubstummen-Instituts – jetzt Orthopädisches Spital Speising | P84(Architekt): P131(Ort):Hietzing Region-ISO:AT-9                     |
|      | Datei hochladen | um 1908   | Teesalon „Kamp-Hu“                                    | Seilergasse, Wien 1                                                                          | zerstört                                                                              | P84(Architekt): P131(Ort):                                             |